# Дом на мъдростта
Домът на мъдростта (на арабски: بيت الحكمة [Бейт ал-хикма]) е обществен интелектуален център (наричан ислямска академия) с богата библиотека в Багдад, основан и покровителстван от абасидския халиф Ал-Мамун в началото на IX век, свързван с Ислямския златен век.
Домът на мъдростта е обект на активни спорове сред учените по отношение на функциите, които е изпълнявал. Макар да се интерпретира като вид академия, липсват физически доказателства за това, както поради последвалия колапс на Абасидския халифат, така и поради липсата на надеждни литературни сведения. Теориите са, че е основан или като библиотека за колекцията от книги на Харун ал Рашид в края на VIII век и след това е превърнат в обществена академия при сина му ал-Мамун, или че е бил създаден още по времето на халиф ал-Мансур (управлявал 754 – 775 г.) за съхранение на редки книги и колекции от поезия, написани на арабски и персийски. Независимо от това, признато е, че Домът на мъдростта играе важна роля в значима инициатива за превод по времето на Абасидите, когато се превеждат трудове от гръцки и сирийски език на арабски, но е малко вероятно той да е единственият център на инициативата, тъй като подобна дейност се развива в Дамаск и Кайро дори по-рано. Тази преводаческа кампания дава тласък за развитието на оригинални изследвания в ислямския свят, тъй като дава достъп до оригинални гръцки, персийски и индийски текстове.
Поради централното положение на Багдад като столица на халифата към него се стичат арабски, персийски и други учени. Известно е, че между VIII и XIII век там са пребивавали Авероес, Авицена, Газали, Мохамед ал-Хорезми и др., което допринася до процъфтяването на научна общност и написването на много трудове. Сред научните области, които се развиват, са философия, математика, медицина, астрономия и оптика.
Домът на мъдростта е разрушен и неговите богатства унищожени по време на обсадата на Багдад през 1258 г., като не остават никакви археологически следи, така че повечето от знанието за него произтича от трудовете на съвременници от онази ера като ал-Табари и Ибн ал-Надим.